# کانوت ششم
کانوت ششم (انگلیسی: Canute VI of Denmark؛ ح. 1163 – 12 november ۱۲۰۲ (۳۸−۳۹ سال)) یک پادشاه دانمارک بود. 